# سعود العسم
سعود حسين العسم (ولد في 4 أكتوبر 1999 في البحرين) لاعب كرة قدم بحريني يجيد اللعب في خط قلب الدفاع. يلعب حاليا لصالح الأهلي الذي ينافس في الدوري البحريني الممتاز منذ 2024.
في 12 يونيو 2024 أعلن الأهلي البحريني إتمام إجراءات التعاقد بصورة رسمية مع اللاعب سعود العسم. ولم يذكر الأهلي، مدة التعاقد لكن اكتفى بنشر تصميم للاعب اليوم الأربعاء، وعلق عليه: "سعود أهلاوي.. مرحبا".